# Люксембург на зимних Олимпийских играх 1994
Люксембург принимал участие в Зимних Олимпийских играх 1994 года в Лиллехамере (Норвегия) в пятый раз за свою историю, но не завоевал ни одной медали. Сборную страны представил один спортсмен в одном виде спорта, в пяти дисциплинах.

## Состав и результаты

### Горнолыжный спорт
Мужчины
| Спортсмен       | Соревнование      | 1 заезд | 2 заезд | Итоговый результат | Итоговый результат |
| Спортсмен       | Соревнование      | Время   | Время   | Время              | Место              |
| --------------- | ----------------- | ------- | ------- | ------------------ | ------------------ |
| Марк Жирарделли | Скоростной спуск  |         |         | 1:46.09            | 5                  |
| Марк Жирарделли | Супергигант       |         |         | 1:33.07            | 4                  |
| Марк Жирарделли | Гигантский слалом | DNF     | -       | DNF                | -                  |
| Марк Жирарделли | Слалом            | DSQ     | -       | DSQ                | -                  |

DNF = Не финишировал — спортсмен стартовал, но не финишировал.

DSQ = Диквалифицирован — спортсмен дисквалифицирован за несоблюдение правил.
| Спортсмен       | Соревнование | Скоростной спуск | Слалом  | Слалом  | Всего          | Всего |
| Спортсмен       | Соревнование | Время            | Время 1 | Время 2 | Итоговое время | Место |
| --------------- | ------------ | ---------------- | ------- | ------- | -------------- | ----- |
| Марк Жирарделли | Комбинация   | 1:37.61          | 53.35   | 49.51   | 3:20.47        | 9     |